# 1992 LP
1992 LP är en asteroid i huvudbältet som upptäcktes 3 juni 1992 av den amerikanske astronomen Gregory J. Leonard vid Palomar-observatoriet.
Asteroiden har en diameter på ungefär 4 kilometer.